# Campsicnemus halidayi
Campsicnemus halidayi är en tvåvingeart som beskrevs av Dyte 1975. Campsicnemus halidayi ingår i släktet Campsicnemus och familjen styltflugor.
Artens utbredningsområde är Taiwan. Inga underarter finns listade i Catalogue of Life.